# Prix Dan Gourmou
Der Prix Dan Gourmou ist ein biennal veranstalteter, mehrtägiger Musikwettbewerb in der nigrischen Stadt Tahoua.
Die erste Ausgabe des vom nigrischen Kulturministerium gegründeten Musikwettbewerbs fand im Februar 1987 statt. Der erste Gewinner war der populäre Musiker Moussa Poussy. Seinen Namen hat der Prix Dan Gourmou nach dem nigrischen Komponisten und Musiker Dan Gourmou. Der Veranstaltungsort Tahoua ist der Geburtsort Dan Gourmous.
Der Prix Dan Gourmou gilt als eine der wichtigsten Musikveranstaltungen des Landes. Sie widmet sich vor allem der musique tradi-moderne, bei der Elemente moderner und traditioneller Musik – mit Instrumenten wie Tahardent und Talking drum – kombiniert werden. Zu gewinnen gibt es einen Geldpreis und eine landesweite Tournee.